# Alto Demerara–Berbice
Alto Demerara–Berbice (em inglês:  Upper Demerara–Berbice), região 10, é uma região da Guiana. Ela faz fronteira com as regiões de Ilhas do Essequibo–Demerara Ocidental, Demerara–Mahaica e Mahaica–Berbice ao norte, com a região de Berbice Oriental–Corentyne a leste e com as regiões de Potaro–Siparuni e Cuyuni–Mazaruni a oeste.
As principais cidades da região são: Linden (segunda maior cidade da Guiana), Ituni, Kalkuni, Kwakwani, Kurupakari, Rockstone e Takama.
1. ↑  «Member States - Guyana | SELA». s017.sela.org (em inglês). Consultado em 6 de maio de 2024
2. ↑  Reece, Maggie (3 de setembro de 2012). «Regions of Guyana». Guyana Graphic (em inglês). Consultado em 6 de maio de 2024
3. ↑  «Biggest Cities Guyana». www.geonames.org. Consultado em 6 de maio de 2024